# 上海新国際博覧中心
座標: 北緯31度12分40秒 東経121度33分47秒 / 北緯31.21111度 東経121.56306度

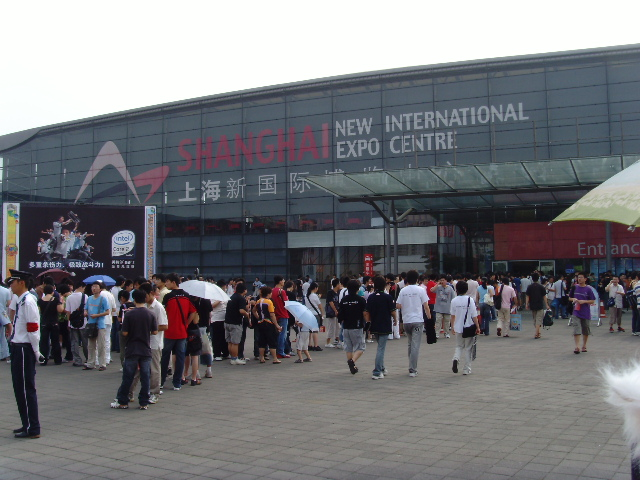
上海新国際博覧中心

上海新国際博覧中心（シャンハイしんこくさいはくらんちゅうしん、中: 上海新国际博览中心）は中国上海にあるアジアでは2番目の規模を持つ国際展示場である。

## 概要
1999年11月4日に起工式を行い、2001年11月2日に落成した。運営会社の上海新国際博覧中心股份有限公司はドイツのミュンヘン見本市会社（Messe Muenchen GmbH）との合弁であり、マーフィ・ヤーン事務所が設計を担当。毎年上海モーターショーやテニスのATPワールドツアー・ファイナルが開催された実績がある。

## 主な開催イベント
- コンシューマー・エレクトロニクス・ショー・アジア（2015年以降、毎年6月）